# هیدروپراکسید

ساختار کلی یک هیدروپراکسید آلی که در آن گروه عاملی به رنگ آبی مشخص شده‌است.

هیدروپراکسیدها(Hydroperoxide) یا پراکسول‌ها(peroxol) به ترکیبات حاوی گروه عاملی هیدروپروکسید (ROOH) گفته می‌شود. در صورتی که گروه R آلی باشد، به آن هیدروپراکسید آلی گفته می‌شود. چنین ترکیباتی زیر مجموعه ای از پراکسیدهای آلی هستند که فرمول کلی آن‌ها ROOR است. 

## خصوصیات
طول پیوند O−O در پراکسیدها حدود Å ۱٫۴۵ است و زوایای R−O −O (R = H , C) در حدود ۱۱۰ درجه (مانند مولکول آب) می باشد.  